# أوغوستا ويلسون
أوغوستا ويلسون (بالإنجليزية: Augusta Jane Evans) (و. 1835 – 1909 م) هي روائية، وكاتِبة، وكاتبة سيناريو أمريكية، ولدت في كولومبوس، توفيت في موبيل، ألاباما، عن عمر يناهز 74 عاماً.

## نشأتها
ولدت أوغوستا جين إيفانز في 8 مايو عام 1835 في كولومبوس، جورجيا، وهي الابنة الكبرى في العائلة. والدتها سارة هوارد ووالدها ماثيو إيفانز. انحدرت من جهة والدتها من عائلة هواردس، وهي واحدة من أكثر العائلات عراقةً في جورجيا. لم تتلقَ سوى القليل من التعليم الرسمي كفتاة صغيرة في أمريكا في القرن التاسع عشر. رغم ذلك أصبحت قارئة منذ سن مبكرة.
أفلس والدها وفقد ممتلكات عائلة شيروود هول في أربعينيات القرن التاسع عشر. نقل عائلته المكونة من عشرة أفراد من جورجيا إلى ألاباما، وكانت أوغوستا تبلغ عشرة أعوام عندما انتقلوا إلى سان أنطونيو، تكساس عام 1845. انتهت الحرب المكسيكية الأمريكية وكان كل شيء في حالة من الفوضى ولم توجد مدارس. لو لم تكن والدتها مثقفة لما استطاعت أوغوستا تحصيل العلم الذي أعدّها للعمل لاحقًا. كانت سان أنطونيو خلال الحرب المكسيكية مكان التقاء قوات الولايات المتحدة المرسلة لمساعدة الجنرال زكاري تايلور، قدّم الزي الرسمي الرائع للجنود وموسيقى الحرب والأحداث المثيرة المصاحبة لها والمناظر الخلابة والساحرة حولها موضوعًا ممتازًا لرواية أوغوستا الأولى. كتبت في عام 1850 في سن الخامسة عشرة رواية (آينيز: قصة معركة آلامو) وهي قصة حب عاطفية وأخلاقية ومعادية للكاثوليكية. روت قصة الرحلة الروحية لأحد اليتامى من الشك الديني إلى الإيمان. قدمت نسخة المسودة إلى والدها كهدية عيد الميلاد عام 1854. نشرتها دون الكشف عن هويتها في عام 1855.
كانت الحياة في بلدة حدودية مثل سان أنطونيو خطرة خاصة بسبب الحرب المكسيكية الأمريكية. نقل والدا أوغوستا بحلول عام 1849 اسرتهم إلى موبيل في ألاباما. كتبت روايتها التالية التي حملت عنوان بيولا في سن الثامنة عشرة، ونُشرت في عام 1859. تحدثت في رواية بيولا عن موضوع تعلم الإناث. حققت مبيعات جيدة إذ باعت أكثر من 22,000 نسخة خلال عامها الأول من النشر والذي اعتُبر إنجازًا مذهلًا. جعلتها الرواية تُعد أول كاتبة محترفة في ألاباما.

## حياتها المهنية

### الحرب الأهلية
أعلنت معظم الولايات الجنوبية استقلالها وانفصلت عن الاتحاد في الولايات الكونفدرالية الأمريكية وأصبحت أوغوستا بعد ذلك وطنية جنوبية متعصبة. انضم أشقاؤها إلى فوج ألاباما الثالث، سافرت لزيارتهم في فرجينيا وتعرضوا لإطلاق نار من قبل جنود الاتحاد. أصبحت نشطة في الحرب الأهلية اللاحقة. كانت أوغوستا مخطوبة لصحفي من نيويورك اسمه جيمس ريد سبالدينغ. لكنها انهت الخطوبة عام 1860 لأنه دعم أبراهام لينكون. عملت ممرضة واعتنت بجنود الجيش الكونفدرالي في حصن مورغان في خليج موبيل. زارت أوغوستا أيضًا الجنود الكونفدراليين في تشيكاماوغا. جهزت أكياس رمل للدفاع عن بلدتها، وكتبت عناوين وطنية، وأقامت مستشفى بالقرب من منزلها.
قطعت الحرب الأهلية أوغوستا عن ناشريها، ولذلك مرت سنوات عديدة قبل نشر روايتها الثالثة ماكريا، وهي تحفة روائية ذكرت لاحقًا أنها كتبتها على ضوء الشموع أثناء تمريض الجنود الكونفدراليين الجرحى. تحدثت الرواية حول تقديم النساء الجنوبيات التضحية للكونفدرالية. أرسلت نسخة من هذا الكتاب مع رسالة إلى الناشرين مخترقةً الحصار. نُقلت بأمان إلى هافانا ومن ثم إلى مدينة نيويورك. نشر الكتاب بالفعل من قبل ناشر في ريتشموند، فيرجينيا، وطُبع في ولاية كارولينا الجنوبية.

## الانتقاد
لم تكن أوغوستا إيفانز ويلسون كاتبة محترفة، وتعرض أسلوبها لانتقادات شديدة بسبب كونه اسلوبًا متحذلقًا. كتبت بأسلوب محلي عاطفي من العصر الفيكتوري. أشاد النقاد بالكفاءة الفكرية لشخصياتها النسائية، ولكن استسلم أبطالها للقيم التقليدية في نهاية المطاف. كانت ويلسون أول كاتبة أمريكية ربحت أكثر من 100,000 دولار. بقي هذا الرقم قياسيًا حتى تجاوزته إديث وارتون.

## جوائز
حصلت على جوائز منها:
- Alabama Women's Hall of Fame [الإنجليزية]‏.

## وصلات خارجية
- أوغوستا ويلسون على موقع IMDb (الإنجليزية)
- أوغوستا ويلسون على موقع الموسوعة البريطانية (الإنجليزية)

- أوغوستا ويلسون في قاعدة بيانات الأفلام على الإنترنت